# Rue Greneta
La rue Greneta est une voie, ancienne, des 2e (quartier de Bonne-Nouvelle) et 3e (quartier des Arts-et-Métiers) arrondissements de Paris.

## Situation et accès
Actuellement, la rue Greneta, d'une longueur de 465 mètres, située dans les 2e et 3e arrondissements de Paris, quartiers des Arts-et-Métiers et Bonne-Nouvelle, commence au 241, rue Saint-Martin et se termine au 72, rue Montorgueil.
Les voies perpendiculaires qui traversent, commencent ou aboutissent à cette rue sont d'Est en Ouest: 
- le boulevard de Sébastopol,
- la rue de Palestro,
- la rue Saint-Denis,
- la rue Dussoubs dont une section piétonne, située au sud de la rue Greneta est dénommée place Goldoni depuis 1994.

Ce site est desservi par la station de métro Réaumur - Sébastopol.

## Origine du nom
Les frères Lazare supposent que cette voie porte le nom d'un bourgeois de Paris qui y demeurait et dont l'altération du nom au fil des siècles a donné « Greneta ».
Jean de La Tynna indique que le censeur royal Johanneau pense qu'il s'agit plutôt d'une altération de « Trinitas ».

## Historique
Cette rue était presque entièrement bordée de constructions en 1230.
Dans un acte de donation fait en 1236 par Amaury de Meudon à l'abbé de Notre-Dame-de-la-Roche, cette voie s'appelait « rue de la Trinité », en raison que la principale entrée de l'hôpital de la Trinité y était située.
En 1262, elle est alors hors de Paris, elle porte le nom de « rue d'Arnetal » qu'elle devait vraisemblablement à un bourgeois de Paris qui y demeurait. Elle est citée dans un manuscrit de l'abbaye Sainte-Geneviève de 1450 sous le nom de « rue d'Arnescati ».
Durant les siècles suivants, le nom s'altéra et se changea tour à tour en « rue Darnetal », « rue Dernetat », « rue Drenetat », « rue Darnestat », « rue Guernetal », « rue Degarnetal », « rue Garnetal », puis « rue Grenata » et « rue Greneta ».  
Elle est citée sous le nom de « rue Darnetal » dans un manuscrit de 1636.
Une décision ministérielle du 8 prairial an VII (27 mai 1799) signée François de Neufchâteau fixe la largeur de cette voie publique à 10 mètres.
Au début du XIXe siècle, la rue Grenata, d'une longueur de 239 mètres, qui était située dans l'ancien 6e arrondissement, quartier de la Porte-Saint-Denis, commençait aux nos 219-221, rue Saint-Martin et finissait aux nos 262-264, rue Saint-Denis.
Les numéros de la rue étaient rouges. Le dernier numéro impair était le no 63 et le dernier numéro pair était le no 52.
Honoré de Balzac décrit dans son roman, César Birotteau, la rue Greneta (orthographiée Grenéta) de l'année 1818 comme

« […] une rue où toutes les maisons, envahies par une multitude de commerces, offrent un aspect repoussant ; les constructions y ont un caractère horrible, l'ignoble malpropreté des fabriques y domine […]. Les marches étaient donc revêtues d'une couche de boue dure ou molle, au gré de l'atmosphère, et où séjournaient des immondices. Sur ce fétide escalier, chaque palier offrait aux yeux les noms du fabricant écrits en or sur une tôle peinte en rouge et vernie, avec des échantillons de ses chefs-d'œuvre. La plupart du temps, les portes ouvertes laissaient voir la bizarre union du ménage et de la fabrique, il s'en échappait des cris et des grognements inouïs, des chants, des sifflements qui rappelaient l'heure de quatre heures chez les animaux du Jardin des Plantes. »

Au cours du XIXe siècle, d'importants travaux d'urbanisme améliorèrent l'habitat dans ce quartier.  Sous la Restauration, une ordonnance royale du 21 juin 1826 fixa la largeur de la voie à 11 mètres. Au tournant des XIXe et XXe siècles, ce quartier devait être bien différent de l'état décrit par Balzac en 1818 car il n'est pas inscrit sur la liste des Îlots insalubres parisiens.
La rue Greneta actuelle résulte de la fusion, en 1868, des rues du Renard-Saint-Sauveur et Beaurepaire à la rue Greneta telle que décrite ci-dessus.

## Bâtiments remarquables et lieux de mémoire
- La rue prend naissance en face de l'église Saint-Nicolas-des-Champs.
- Le côté nord de la rue Greneta délimitait autrefois le cimetière de la Trinité, attenant à l'hôpital du même nom.
- No 28 et nos 142-164, rue Saint-Denis : entrée principale de l'ancien hôpital de la Trinité fondé au XIIe siècle sous le nom d'« hôpital de la Croix-de-la-Reine » pour héberger les voyageurs arrivés après la fermeture des portes de l'enceinte de Philippe Auguste[5],[6].
- À l'angle nord-est du carrefour formé par les rues Saint-Denis (no 142) et Greneta no 28 subsistent des éléments sculptés de la deuxième fontaine de la Reine, aujourd'hui désaffectée, qui remplaça en 1732 une fontaine plus ancienne élevée dès le XVIe siècle.
- No 29 : les entrepreneurs associés Henry-Marsch Weldon, Nicolas Trelon et Louis Weil, fabricants de boutons sous la raison sociale Trelon Weldon Weil y installèrent leur premier commerce en 1845[7].
- No 32 : cour Greneta
- No 37 bis : siège social et studios de la radio Skyrock[8].
- Au croisement de la rue Dussoubs un ancien tronçon de cette rue, situé au sud de la rue Greneta, a été fermé au trafic et aménagé en zone piétonne. Il est dénommé place Goldoni depuis 1994. L’œuvre murale contemporaine La Place des enfants (2006) orne le mur aveugle qui délimite la placette à l'ouest et s'étend en direction du sud jusqu'à la rue Marie-Stuart.
- No 43 : siège du syndicat Alliance Police nationale
- No 48 : entrée de la cité Beaurepaire datant en partie de 1780, pour l'autre partie de la première moitié du XIXe siècle[9].
- Au no 60 se situe le centre social La Clairière.
- Nos 73 et 75 : restaurant Au Rocher de Cancale dont l'entrée principale est située au no 78 rue Montorgueil

## Galerie

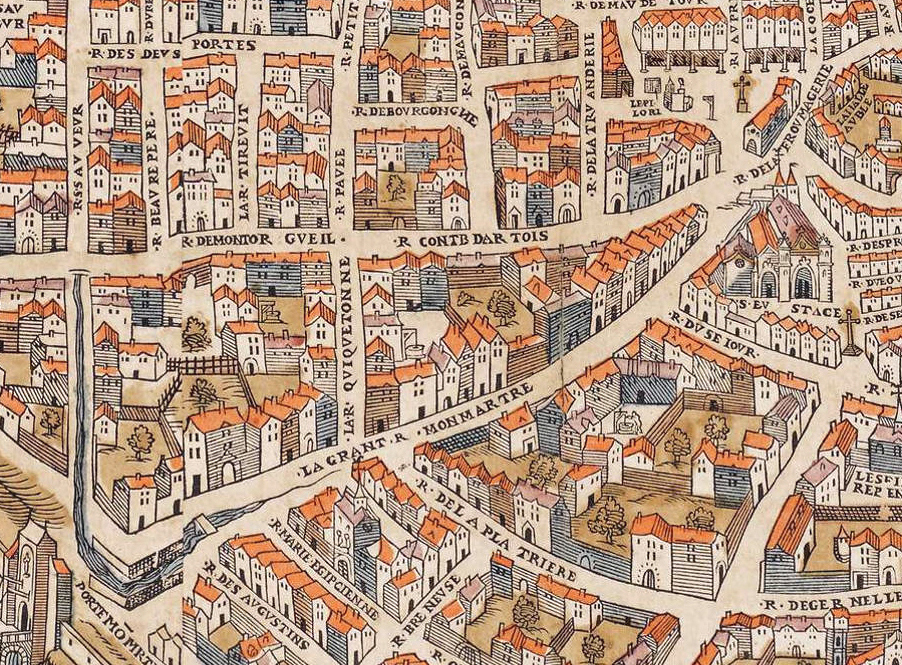
Ancienne rue Beaurepaire, Plan de Truschet et Hoyau, vers 1550
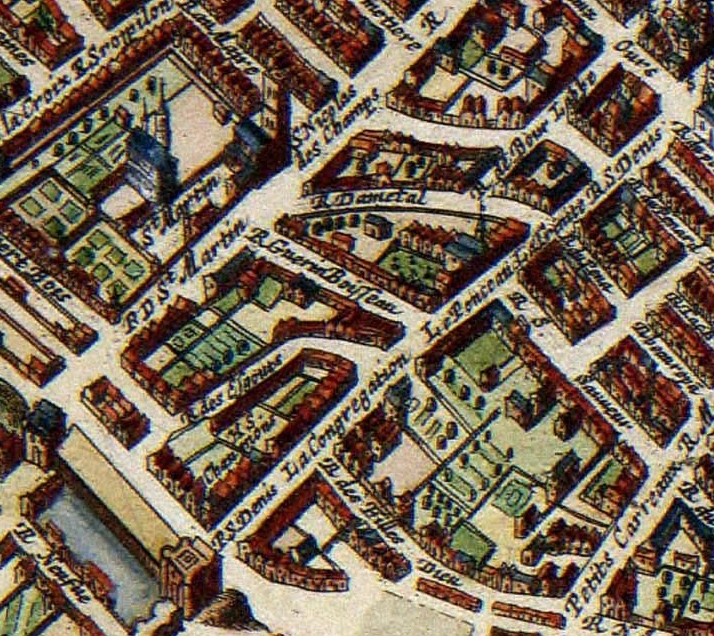
Les anciennes rues Darnetal, du Renard et Beaurepaire, plan de Jan Janssonius, 1657
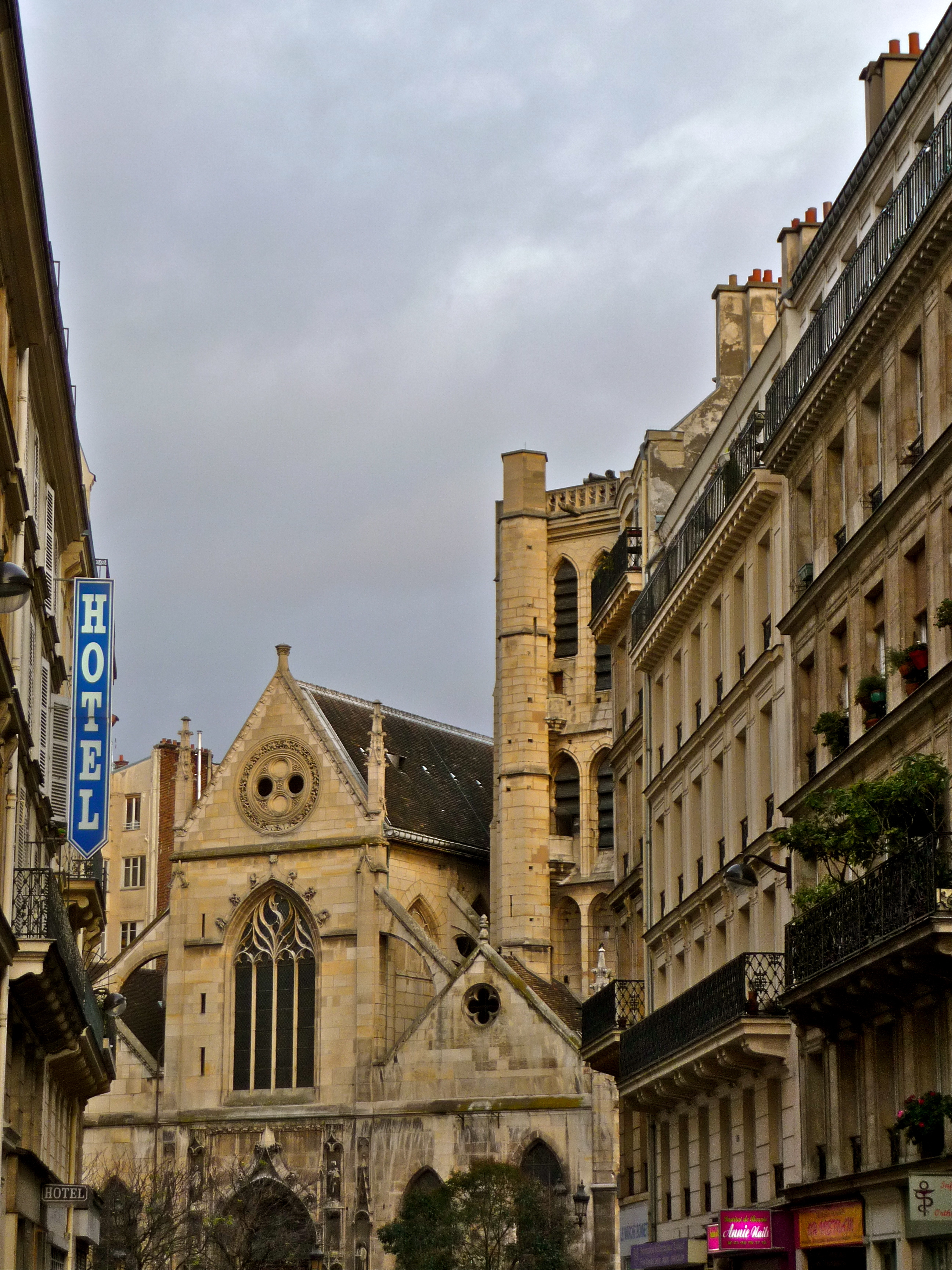
Vue en direction de l'église Saint-Nicolas-des-Champs.
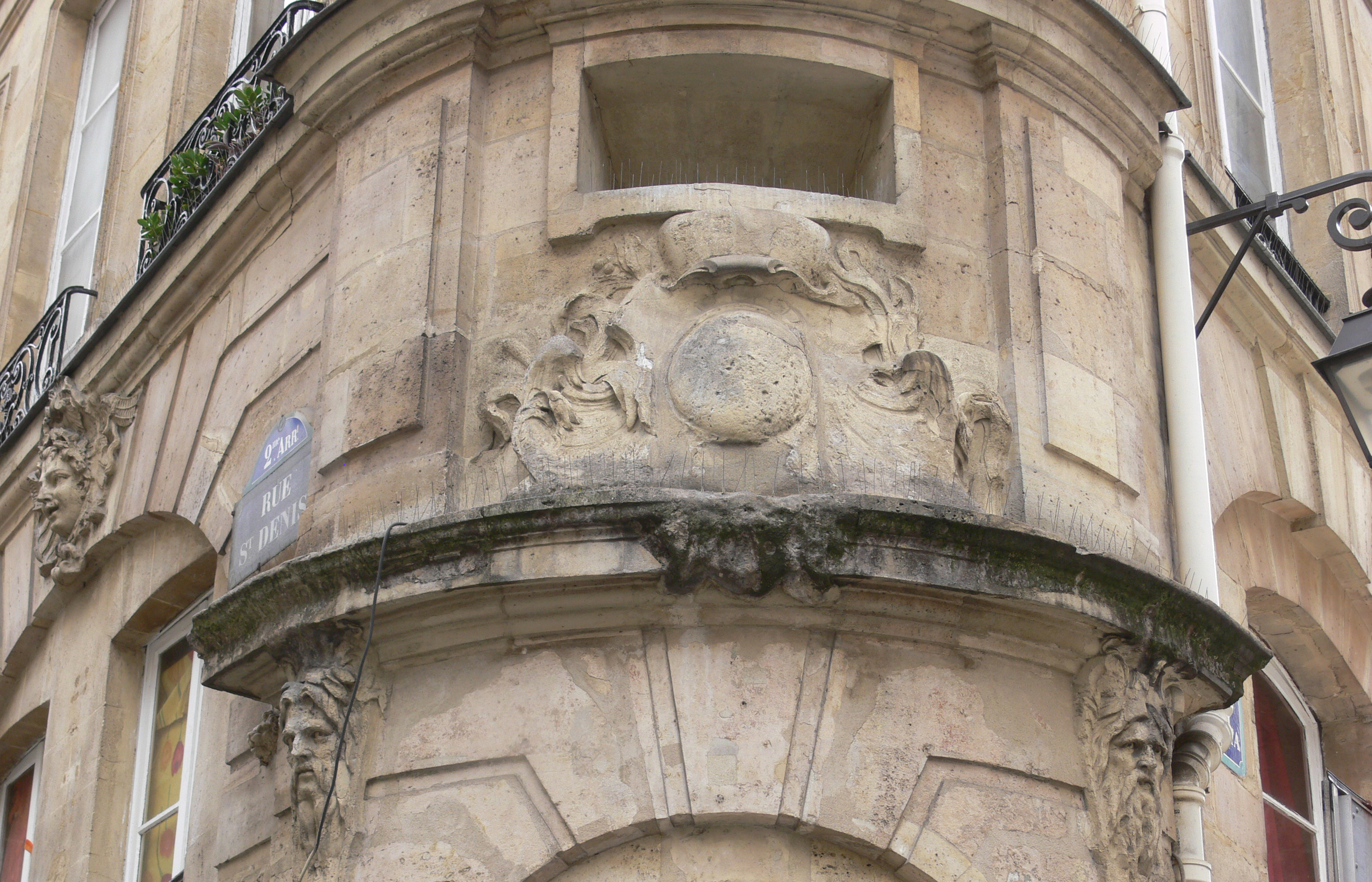
Détail de l'ancienne fontaine de la Reine désaffectée à l'angle des rues Saint-Denis et Greneta.
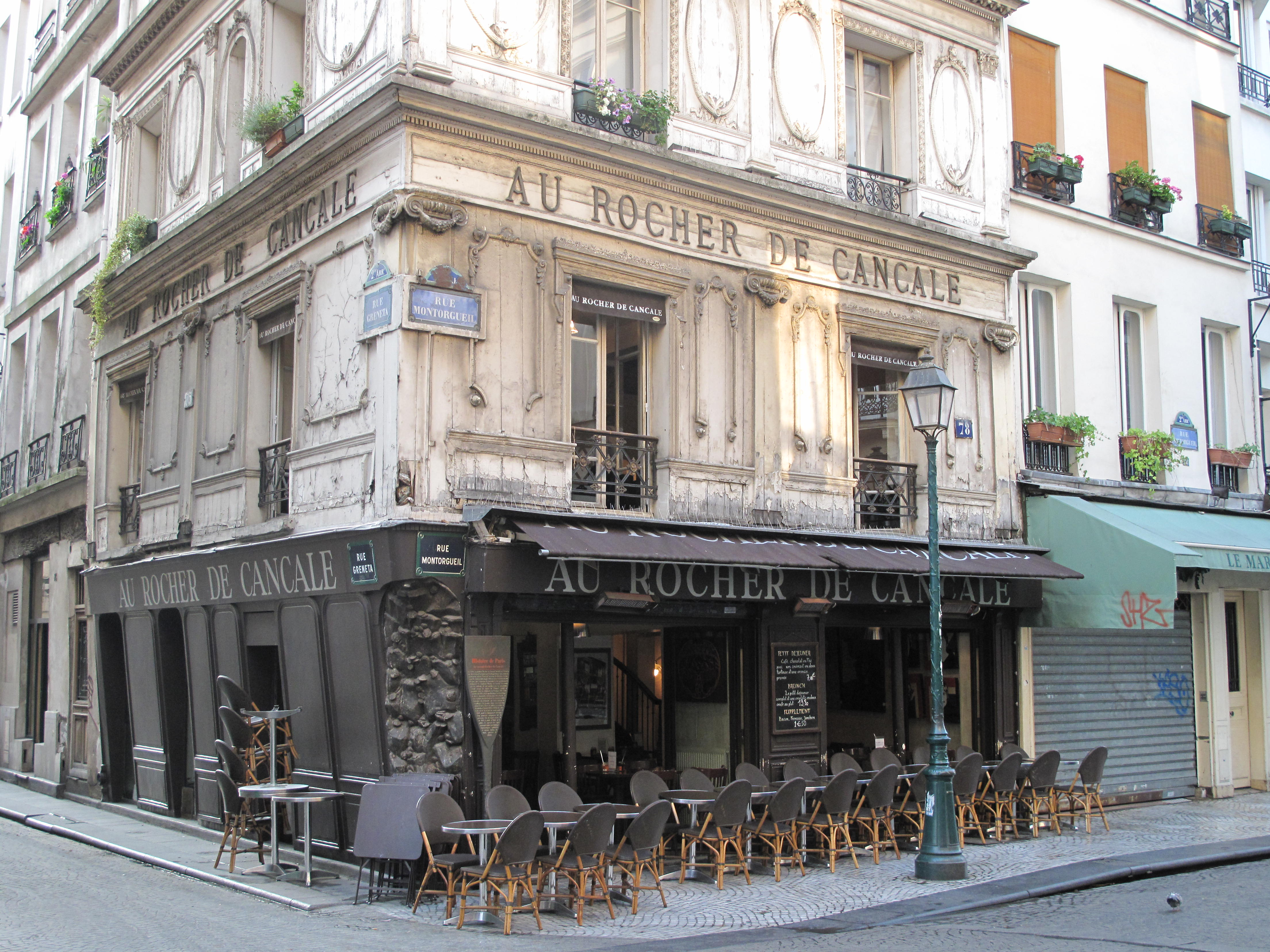
Restaurant Le Rocher de Cancale en 2009, avant restauration, angle des rues Greneta et Montorgueil

## Pour approfondir